# Serra de Turp
La Serra de Turp és una serra dels Prepirineus, de les més meridionals, situada a cavall dels termes municipals de Coll de Nargó, de Fígols i Alinyà i d'Oliana, a la comarca de l'Alt Urgell. S'estén de sud-oest a nord-est des del Segre, on forma l'estret d'Aubenç amb la serra d'Aubenç, fins a la serra d'Odèn.
La seva elevació màxima és de 1.620 metres, el pic de Turp. Un altre punt notable és la Roca Alta, que es troba a Oliana i té 1501 metres d'altitud.